# Anisodes inornata
Anisodes inornata är en fjärilsart som beskrevs av W. Warren 1898. Anisodes inornata ingår i släktet Anisodes och familjen mätare. Inga underarter finns listade i Catalogue of Life.